# El gran duelo
El gran duelo (en versión original, A Gunfight) es una película del oeste estadounidense de 1971 dirigida por Lamont Johnson y protagonizada por Kirk Douglas y Johnny Cash.
La película estuvo financiada por la tribu Jicarilla Apache, aunque no participen personajes de indígenas norteamericanos destacados en la historia.
El coste de la contratación de Kirk Douglas fue de $ 150,000 más un porcentaje de las ganancias.

## Argumento
Will Tenneray y Abe Cross son dos reputados pistoleros entrados en años y necesitados de dinero. Cross cabalga hasta la ciudad donde reside Tenneray, Bajo Rio, después de haber fracasado como buscador de oro. Su reputación es tal que todos empiezan a murmurar sobre quién sería más rápido y esperan que se pelee con Tenneray, quien, aprovechando la coyuntura, capitaliza su leyenda trabajando en el salón para "engañar a los tontos para que compren bebidas". Para sorpresa del pueblo, cuando Tenneray y Cross se conocen, se llevan bien. No hay hostilidad entre ellos en absoluto.
En un momento dado Tenneray y Cross hablan del tema que está en boca de todo el pueblo. Ambos están desesperados por ganar dinero, sin embargo. Se le ocurre la idea de escenificar un duelo a muerte en una plaza de toros instalada en el pueblo, siendo la recaudación de las entradas para el ganador. Desafortunadamente matando a Cross, le dice a Nora, su esposa, que "podría perder a mi mejor amigo". El tiroteo real se representa, de manera discreta y sin romanticismo, terminando en un par de segundos: Cross mata a Tenneray con la primera bala. Con ello también se desafían las convenciones cinematográficas mostrando al "hombre de negro" como ganador.
Cerca del final, hay una secuencia de fantasía ampliada donde se muestra lo que podría haber sucedido si Tenneray hubiera ganado, lo que puede haber confundido a algunos espectadores. Se deja abierto a interpretación de cada uno si esta es la fantasía de Cross o la fantasía de la viuda de Tenneray.

## Reparto
- Kirk Douglas como Will Tenneray.
- Johnny Cash como Abe Cross.
- Jane Alexander como Nora Tenneray.
- Karen Black como Jenny Sims.
- Keith Carradine como joven pistolero.
- Dana Elcar como Marv.
- Raf Vallone como Francisco Álvarez.
- Eric Douglas como Bud Tenneray.
- Robert J. Wilke como el mariscal Tom Cater.
- Paul Lambert como Ed Fleury.

## Producción
La película se basó en un guion original de Harold Bloom, que le envió a Kirk Douglas y a quien le encantó y decidió protagonizar y coproducir. Douglas persuadió a Johnny Cash para que la coprotagonizara. La financiación provenían, en parte, de la tribu Jicarilla, rica en petróleo y cuyo líder, el jefe Charlie, era un gran admirador de Johnny Cash. El rodaje tuvo lugar en Nuevo México.